# ادوارد ماکوکا ان‌کولوسو
ادوارد فستوس موکوکا ان‌کولوسو (به انگلیسی: Edward Festus Mukuka Nkoloso)عضو جنبش مقاومت زامبیا و بنیان‌گذار آکادمی ملی علوم، تحقیقات فضایی و فلسفه زامبیا است.

## زندگی
ان‌کولوسو در سال ۱۹۱۹ در بخش شمالی رودزیا در زامبیا زاده شد.
او در طول جنگ جهانی دوم به عنوان یک گروهبان به هنگ نیروهای رودزیای شمالی اعزام شد. وی پس از جنگ مترجم دولت رودزیای شمالی شد. او همچنین آموزگار دبستان بود و یک مدرسه نو نیز تأسیس کرد که ظاهراً توسط مقامات انگلیسی تعطیل شد. ان‌کولوسو مدتی بعد به عضویت جنبش مقاومت ملی زامبیا درآمد و در سال‌های ۱۹۵۶ و ۱۹۵۷ دستگیر و زندانی شد. او پس از آزادی به عنوان افسر امنیتی جنبش استقلال سازمان ملل متحد منصوب شد. در سال ۱۹۶۰ آکادمی ملی علوم، تحقیقات فضایی و فلسفه زامبیا را تأسیس کرد. در سال ۱۹۶۴ ان‌کولوسو به عضویت در کنوانسیون قانون اساسی درآمد.

## برنامه فضایی
از سال ۱۹۶۰ تا مدتی پس از سال ۱۹۶۹ این برنامه در پی به انجام رساندن آماده‌سازی یک موشک که می‌خواست یک دختر ۱۷ ساله به نام ماتا ام‌وابا و دو گربه را به ماه بفرستد بود. همچنین برنامه ای برای سفر به مریخ نیز وجود داشت. ان‌کولوسو امیدوار بود تا در رقابت فضایی برنامه‌های فضایی مربوط به ایالات متحده و اتحاد جماهیر شوروی با پیروزی به هردوی آن‌ها ضربه بزند.
گفته شده‌است که او از یونسکو درخواست اعطای £۷٬۰۰۰٬۰۰۰ پوند زامبیا را برای حمایت از برنامه‌های فضایی کشورش ارائه کرده بود. همچنین گفته شده که او مبلغ ۱٫۹ میلیارد دلار نیز از «منابع خارجی خصوصی» درخواست کرده بود. اما گزارش وزارت نیرو، حمل و نقل و ارتباطات حاکی از آن است که این درخواست‌ها از طرف زامبیا نشده بود.
واژه "Afronauts" واژه ای نو بود که توسط ان‌کولوسو برای اشاره به شرکت کنندگان در این برنامه ابداع شده بود.
کنت کائوندا رئیس‌جمهور سابق زامبیا در مصاحبه‌ای در سال ۲۰۱۶ گفت:«آن[برنامه فضایی] چیزی واقعی نبود … آن بیشتر برای سرگرمی بود تا چیز دیگر.»

## پس از شکست
ان‌کولوسو اظهار داشت:علت شکست این برنامه مسائلی چون کمبود بودجه، بارداری ماتا ام‌وابای فضانورد و ترک کردن‌های پیاپی و بازگشت او به سوی خانواده اش و مشکلات روحیه ای به علت توجه رسانه‌ها بوده‌است. همچنین ادعا شد که موشک «توسط عناصر خارجی» دستکاری شده‌است. پس از آن دولت زیمبابوه تلاش خود را برای فاصله گرفتن از ان‌کولوسو افزون کرد.

## فرهنگ عامه
در سال ۲۰۱۴ ان‌کولوسو در فیلمی به نام "Nkoloso the Afronaut" به تصویر کشیده شده که نامزد دریافت جایزه جشنواره فیلم اوگاندا در سال ۲۰۱۴ شد.

## برای مطالعهٔ بیشتر
- پاتریک مور (۱۹۷۲) آیا می‌تواند به زبان ونوسی صحبت کنید؟: راهنمای متفکران مستقل. دیوید و چارلز